# Чемпионат Европы по софтболу среди мужчин 2001
5-й чемпионат Европы по софтболу среди мужчин 2001 проводился в городе Антверпен (Бельгия) с 13 по 18 августа 2001 года с участием 6 команд.
В Бельгии мужской чемпионат Европы проводился впервые.
Чемпионом Европы стала (в 3-й раз в своей истории) сборная Чехии, победив в финале сборную Нидерландов. Третье место заняла сборная Великобритании.

## Итоговая классификация
| Место | Команда        |
| ----- | -------------- |
| 1     | Чехия          |
| 2     | Нидерланды     |
| 3     | Великобритания |
| 4     | Дания          |
| 5     | Бельгия        |
| 6     | Израиль        |